# 김죽파
김죽파(金竹波, 1911년~1989년 9월 10일)는 대한민국의 가야금 산조 명인이다. 전라남도 영암군에서 태어났다. 
김창조의 가락에 새 가락을 짜넣어 김죽파 류 가야금 산조를 구성하였다. 어려서부터 할아버지인 김창조에게서 가야금을 배웠고 11세 때부터 할아버지의 수제자인 한성기에게서 가야금 풍류, 산조, 병창을 배웠다. 13세 때부터는 연주 활동을 시작해 전국에서 이름을 떨쳤다. 1926년에 서울로 올라와 연주 활동을 하였으며, 산조, 병창, 민요를 녹음하였다.  
1979년에 중요무형문화재 제23호 가야금 산조와 병창의 예능보유자로 인정받았다. 